# Landesregierung Peter Mohr Dam I

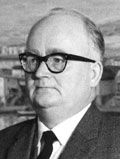
Peter Mohr Dam

Die erste Landesregierung mit Peter Mohr Dam als Ministerpräsident an der Spitze war die vierte Regierung der Färöer nach Erlangung der inneren Selbstverwaltung (heimastýri) im Jahr 1948. 

## Regierung
Die Regierung bestand vom 9. Januar 1959 bis zum 4. Januar 1963. Es war eine Koalition aus Javnaðarflokkurin, Sambandsflokkurin und Sjálvstýrisflokkurin. die von Petur Mohr Dam vom Javnaðarflokkurin angeführt wurde.
Dazu war er auch noch Minister für Auswärtiges, Soziales, Verkehr und Industrie.
Kristian Djurhuus vom Fólkaflokkurin wurde stellvertretender Ministerpräsident sowie Minister für Steuerwesen, Fischerei und Justiz.  
Niels Winther Poulsen vom Sjálvstýrisflokkurin war Minister für Kommunales, Bildung und Landwirtschaft. 
Es war die erste Regierung mit einem sozialdemokratischen Ministerpräsident und ebenso die erste Regierung, in der die Minister feste Aufgabenbereiche erhielten. In den vorhergehenden Regierungen waren alle Minister ohne Geschäftsbereich gewesen.

## Mitglieder
Mitglieder der Landesregierung Petur Mohr Dam I vom 9. Januar 1959 bis zum 4. Januar 1963:
| Aufgabenbereich                                                           | Minister              | Minister | Partei |
| ------------------------------------------------------------------------- | --------------------- | -------- | ------ |
| Ministerpräsident (Løgmaður) Auswärtiges, Soziales, Verkehr u. Industrie. | Petur Mohr Dam        |          | C      |
| Stellvertr. Ministerpräsident Steuerwesen, Fischerei und Justiz           | Kristian Djurhuus     |          | B      |
| Kommunales, Bildung u. Landwirtschaft                                     | Niels Winther Poulsen |          | D      |